# Hungarian International 1985
Die Hungarian International 1985 im Badminton fanden vom 2. bis zum 3. November 1985 in Budapest statt. Es war die zehnte Auflage dieser internationalen Meisterschaften von Ungarn im Badminton.

## Sieger und Platzierte
| Disziplin    | Gold                             | Silber                              | Bronze                             |
| ------------ | -------------------------------- | ----------------------------------- | ---------------------------------- |
| Herreneinzel | Peter Skole                      | Michal Malý                         | Klaus Fischer                      |
| Herreneinzel | Peter Skole                      | Michal Malý                         | György Vörös                       |
| Dameneinzel  | Elena Rybkina                    | Andrea Papp                         | Birgit Kämmer                      |
| Dameneinzel  | Elena Rybkina                    | Andrea Papp                         | Monika Cassens                     |
| Herrendoppel | Klaus Fischer Heinz Fischer      | Michal Malý Miroslav Šrámek         | Edgar Michalowski Thomas Mundt     |
| Herrendoppel | Klaus Fischer Heinz Fischer      | Michal Malý Miroslav Šrámek         | György Vörös Peter Skole           |
| Damendoppel  | Elena Rybkina Lyudmila Galyamova | Monika Cassens Birgit Kämmer        | Márta Dovalovszki Éva Varga        |
| Damendoppel  | Elena Rybkina Lyudmila Galyamova | Monika Cassens Birgit Kämmer        | Jaroslava Balcarová Jitka Lacinová |
| Mixed        | Nikolai Kalinski Elena Rybkina   | Miroslav Šrámek Jaroslava Balcarová | Thomas Mundt Birgit Kämmer         |
| Mixed        | Nikolai Kalinski Elena Rybkina   | Miroslav Šrámek Jaroslava Balcarová | Edgar Michalowski Monika Cassens   |

## Finalergebnisse
| Disziplin    | Sieger                           | Finalist                            | Ergebnis            |
| ------------ | -------------------------------- | ----------------------------------- | ------------------- |
| Herreneinzel | Peter Skole                      | Michal Malý                         | 15–9, 15–2          |
| Dameneinzel  | Elena Rybkina                    | Andrea Papp                         | 11–1, 11–4          |
| Herrendoppel | Klaus Fischer Heinz Fischer      | Michal Malý Miroslav Šrámek         | 15–8, 15–7          |
| Damendoppel  | Elena Rybkina Lyudmila Galyamova | Monika Cassens Birgit Kämmer        | 15–3, 15–12         |
| Mixed        | Nikolai Kalinski Elena Rybkina   | Miroslav Šrámek Jaroslava Balcarová | 15–13, 10–15, 15–10 |